# 2927 Alamosa
2927 Alamosa је астероид главног астероидног појаса са средњом удаљеношћу од Сунца која износи 2,530 астрономских јединица (АЈ).
Апсолутна магнитуда астероида је 12,1.